# بل ریج (میسوری)
بل ریج (به انگلیسی: Bel-Ridge) یک روستا (ایالات متحده آمریکا) در ایالات متحده آمریکا است که در شهرستان سنت لوئیس، میزوری واقع شده‌است.
 بل ریج ۲٫۰۰ کیلومتر مربع مساحت و ۲٬۷۳۷ نفر جمعیت دارد و ۱۷۷ متر بالاتر از سطح دریا واقع شده‌است.